# Robert Monroe
Robert Monroe (1915-1995) was een Amerikaanse zakenman die tevens belangstelling voor het paranormale had. Hij wordt gezien als de bekendste pionier op het gebied van uittredingen.
Monroe was een succesvolle en veelzijdige zakenman (vooral op het gebied van de radio) die op middelbare leeftijd geconfronteerd werd met het fenomeen uittreding. Op een schijnbare normale nacht, waarbij hij naast zijn vrouw Nancy in bed lag, merkte hij plotseling dat hij tegen het plafond aandrukte. Perplex keek hij naar beneden en zag daar twee mensen liggen. Het kostte hem even om zich te realiseren dat het Nancy en hijzelf waren die hij zag liggen. Zijn eerste reactie was: "Help, ik ga dood!". Daarop dook hij terug zijn lichaam in. 
Het fenomeen bleef zich aandienen bij hem en na het langzaam overwinnen van zijn angst hiervoor en vervolgens na vele experimenten kon hij enige controle over het verschijnsel uitoefenen. Hij verrichtte in de jaren daarop als het ware het voorwerk voor meer acceptatie in de hele wereld door het schrijven van boeken over zijn uittredingen, het oprichten van een instituut en het zo wetenschappelijk mogelijk onderzoeken van het verschijnsel. Ten slotte kon Monroe een soort routine opzetten om uittreding bij andere mensen op te roepen (hoewel dit lang niet bij iedereen werkt) die hij vervolgens in 'workshops' en cursussen te gelde maakte.

## Werken
Monroe beschreef zijn ervaringen in drie boeken (de zgn uittredingentrilogie):
- Uittredingen , uitgeverij Ankh-Hermes ISBN 90 202 4845 6
- Astrale reizen, uitgeverij Ankh-Hermes ISBN 90-202-5490-1
- De ultieme reis, uitgeverij Ankh-Hermes ISBN 90-202-8061-9